# Diablovina
Diablovina (deutsch Teufelsturm, ungarisch Ördög-torony, polnisch Diablowina) ist ein 2390 m n.m. hoher Felsturm in der Hohen Tatra in der Slowakei. Er befindet sich auf der Hauptachse des Seitengrats Hrebeň bášt (deutsch Basteigrat) zwischen der Mlynická dolina im Westen und Mengusovská dolina im Osten. Das Massiv umfasst den Bereich zwischen den Satteln Diablovo sedlo im Norden, der den Felsturm vom Berg Zadná Bašta trennt, und Satanovo sedlo im Süden, wo sich weiter südlich der Satan befindet. Noch vor Satanovo sedlo liegt der 2374 m n.m. hohe Felsturm Pekelník.
Der Name des Felsturms ist, ähnlich wie Satan und Pekelník, mit der Thematik der Hölle verbunden. Als erste bekannte Bergsteiger gelten Günter Oskar Dyhrenfurth und Hermann Rumpelt, die am 13. Juni 1907 den Felsturm, den sie allerdings für den südlichen Gipfel von Zadná Bašta hielten, bezwangen.
Der Berg liegt abseits von touristischen Wanderwegen und ist somit offiziell nur für Mitglieder alpiner Vereine oder mit einem Bergführer erreichbar.